# Dubovany
Dubovany jsou obec na Slovensku, v okrese Piešťany v Trnavském kraji, asi 9 km jihozápadně od města Piešťany. Dubovany vznikly sloučením vesnic Horní Dubovany a Dolní Dubovany v roce 1943. Žije zde přibližně 1 100 obyvatel.

## Historie
V Zoborské listině z roku 1113 se uvádí villa Lucinci, předchůdce dnešních Dubovan. Horní Dubovany se poprvé zmiňují v roce 1278 pod názvem Losonc, Dolní Dubovany roku 1532 pod názvem Kys Dwbowenka.
V obci se nachází barokní římskokatolický kostel svatého Michaela archanděla z roku 1778.